# Adesmiella cordipicta
Adesmiella cordipicta är en skalbaggsart som beskrevs av Lane 1959. Adesmiella cordipicta ingår i släktet Adesmiella och familjen långhorningar. Inga underarter finns listade i Catalogue of Life.